# パキリノサウルス
パキリノサウルス（Pachyrhinosaurus=“分厚い鼻を持つ爬虫類”の意）は中生代白亜紀後期（約7,400万 ~ 約6,600万年前）の北アメリカ大陸に生息していた角竜の属の一つ。

## 発見と種

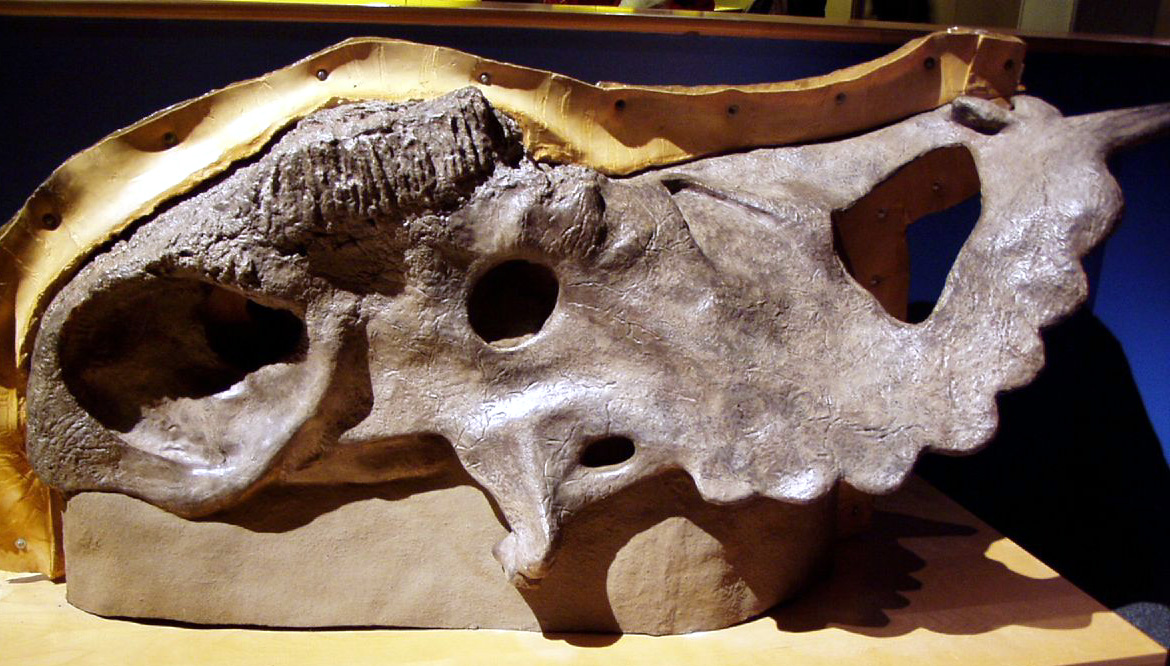
P. カナデンシスの頭骨。カナダアルバータ州のロイヤル・ティレル古生物学博物館の展示品。

パキリノサウルス・カナデンシスは1950年にチャールズ・モートラム・スタンバーグにより、ホロタイプである頭骨標本 NMC 8867 とフリルを含む不完全な頭骨のパラタイプ NMC 8866 に基づいて記載された。パラタイプはフリルを保存しているが、右の下顎の骨と嘴の骨を欠いていた。これらの頭骨はアルバータ州のホースシューキャニオン累層で1945年と1946年に採集された。数年後、レスブリッジ近くのセントマリーリバー累層に属するスキャビービュートで別の標本が発見された。7,400～6,600万年前の地層と思われる。 そこは1880年、アルバータ州で最初に化石が発見された地層である。
1955年、スキャビービュートで別のパキリノサウルスの頭骨が発見され、ワン・ラングストン・ジュニア率いる小さな探検隊によって追加の標本も発掘された。カルガリー大学は学生のためのフィールド実習でその重要なサイトを使うことを計画した。
スキャビービュートで発掘された複数の標本（NMC 21863, NMC 21864, NMC 10669）が1975年にラングストンによって記載された。

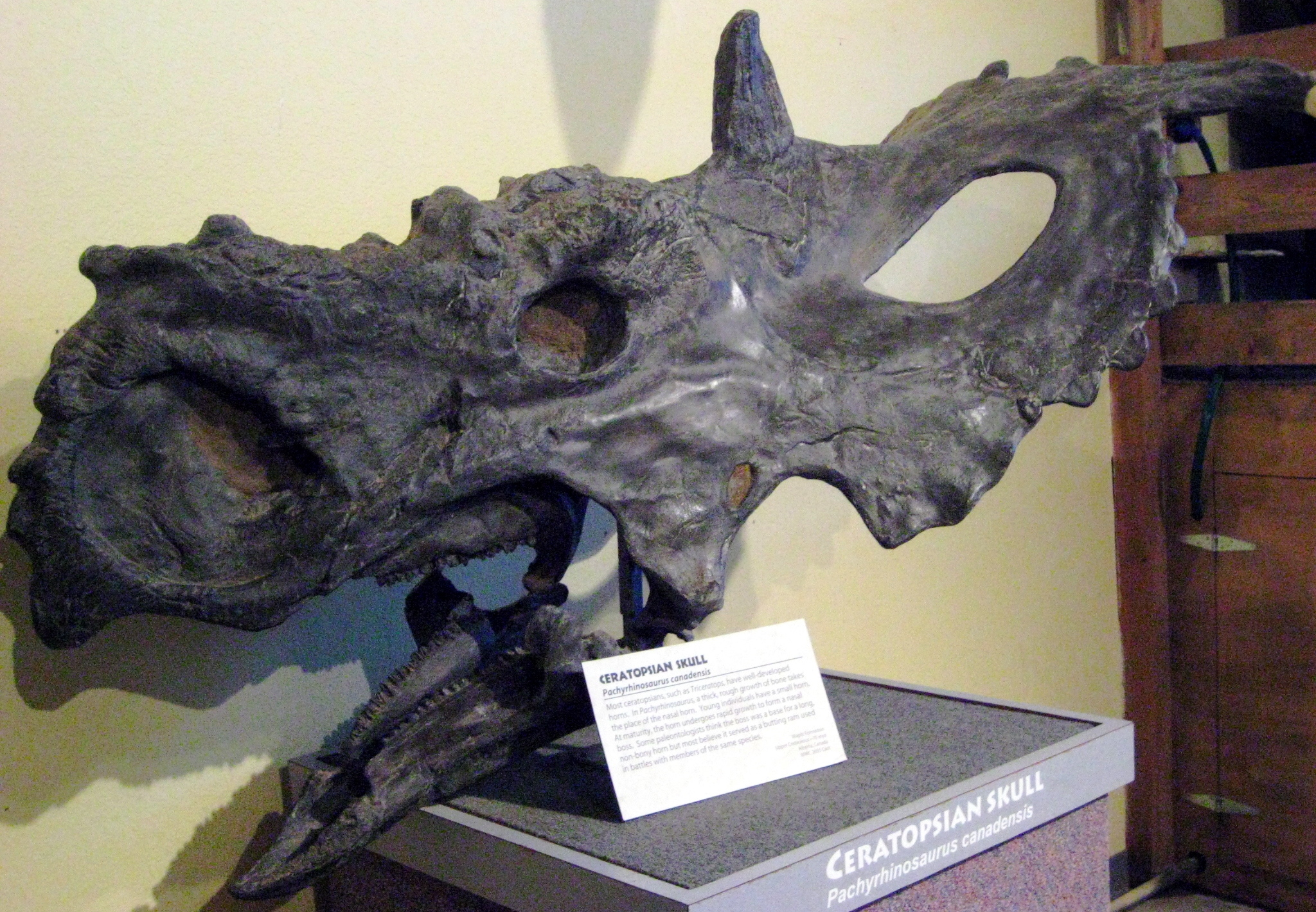
P. ラクスタイ頭骨

1980年代後半にアルバータ州北部のビーバーロッジの南のワピチリバーで別のパキリノサウルスのボーンベッドが見つかり、ロイヤル・ティレル古生物学博物館によって短期間の発掘作業が行われた。カルガリー大学はそこで2006年から毎年夏に2週間の発掘を実施している。標本はパキリノサウルス・カナデンシスであるとされる。1974年、グランドプレーリーの理科教師アル・ラクスタがパイプストーンクリークで巨大なボーンベッドを発見した。ロイヤル・ティレル古生物学博物館のスタッフとボランティアによって1986年と1989年の間にそのエリアは発掘が終えられた。100平方メートルの範囲内で14点の頭骨と3500点以上もの骨からなる膨大な量の化石が収集された。これはおそらく洪水中に川を渡る試みが失敗した、大量死の場所であったと思われる。化石は亜成体から老齢の個体に至るまでの、4つの異なる年齢層のものが混在しており、この恐竜が若い世代の世話をしていたことが示唆されている。
成体の頭骨にはでこぼこした瘤があり、頭頂骨の後部には一本の角がある。凹型の様相は風化に関連し、雌雄差は関係ない可能性がある。

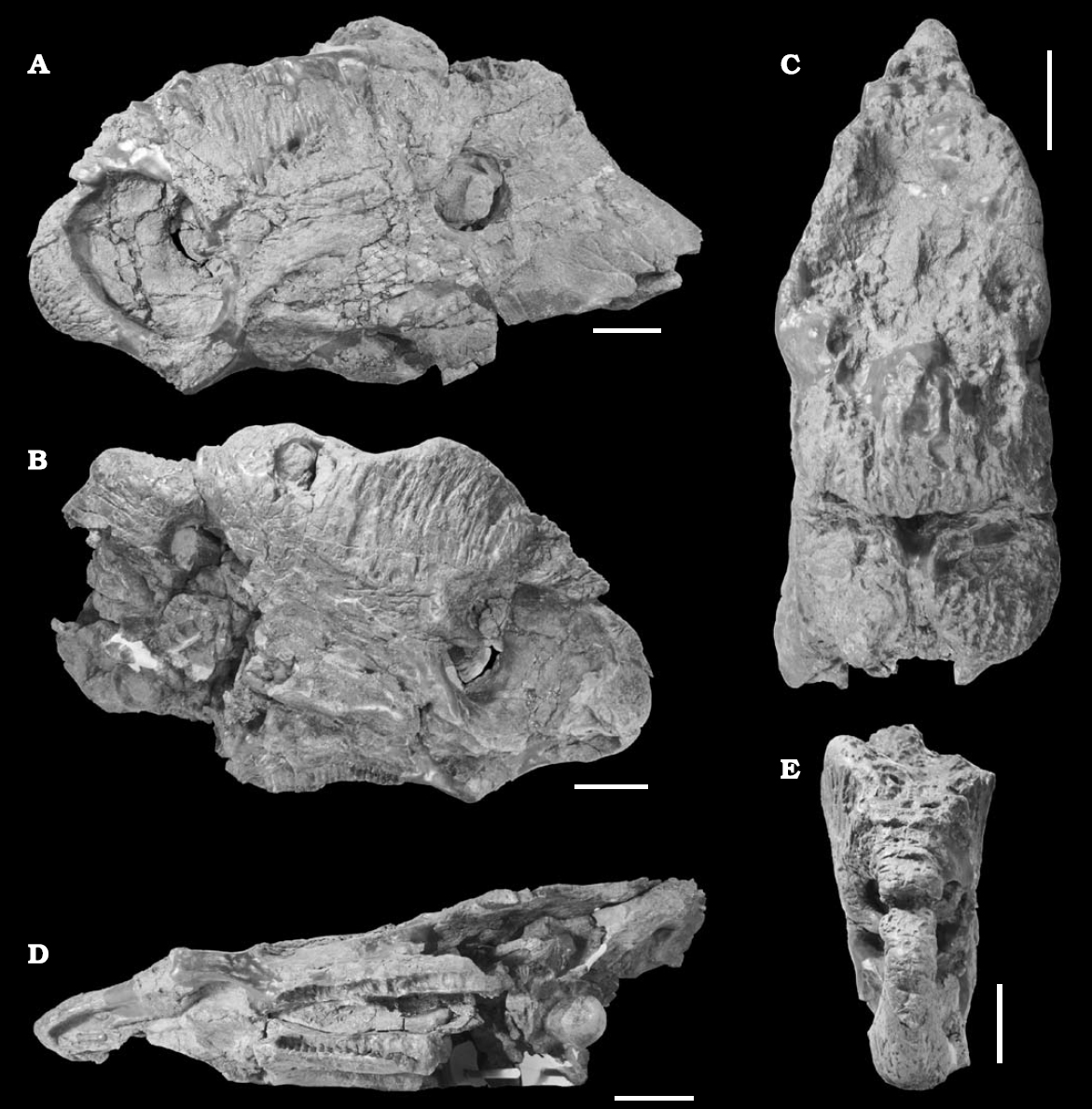
P. ペロトルムのホロタイプ

2008年、フィリップ・カリー、ワン・ラングストン・ジュニア、ダレン・タンケにより、パイプストーンクリークのパキリノサウルスの詳細な論文が発表され、新種P. ラクスタイが設立された。種小名はアル・ラクスタへの献名。
2013年、フィオリッロらによって不完全な鼻骨に基づき更なる新種パキリノサウルス・ペロトルムが記載された。アラスカ北部のクリーク（Kikaku-Tegoseaku）から採集されたものである。ホロタイプは DMNH 21460。 未成熟の個体のものと思われる。この発見は特定の部位から本属の年齢に関する詳細を調べる方法についての知見を深めた。
この標本は鼻骨の後部に装飾を有しており、成長の中間段階を示す。注目すべきは、鼻骨の後部の表面が既知の他のパキリノサウルスの種では確認されないほど複雑であることで、本種の独自性の証拠とされる。またその部分は分厚く角張った鞘状の表皮構造の基底部であることがわかった。その形状が角状であったのか、単に瘤を覆う程度のものだったかは今のところ意見の一致をみていない。

## 形態

人間との大きさ比較

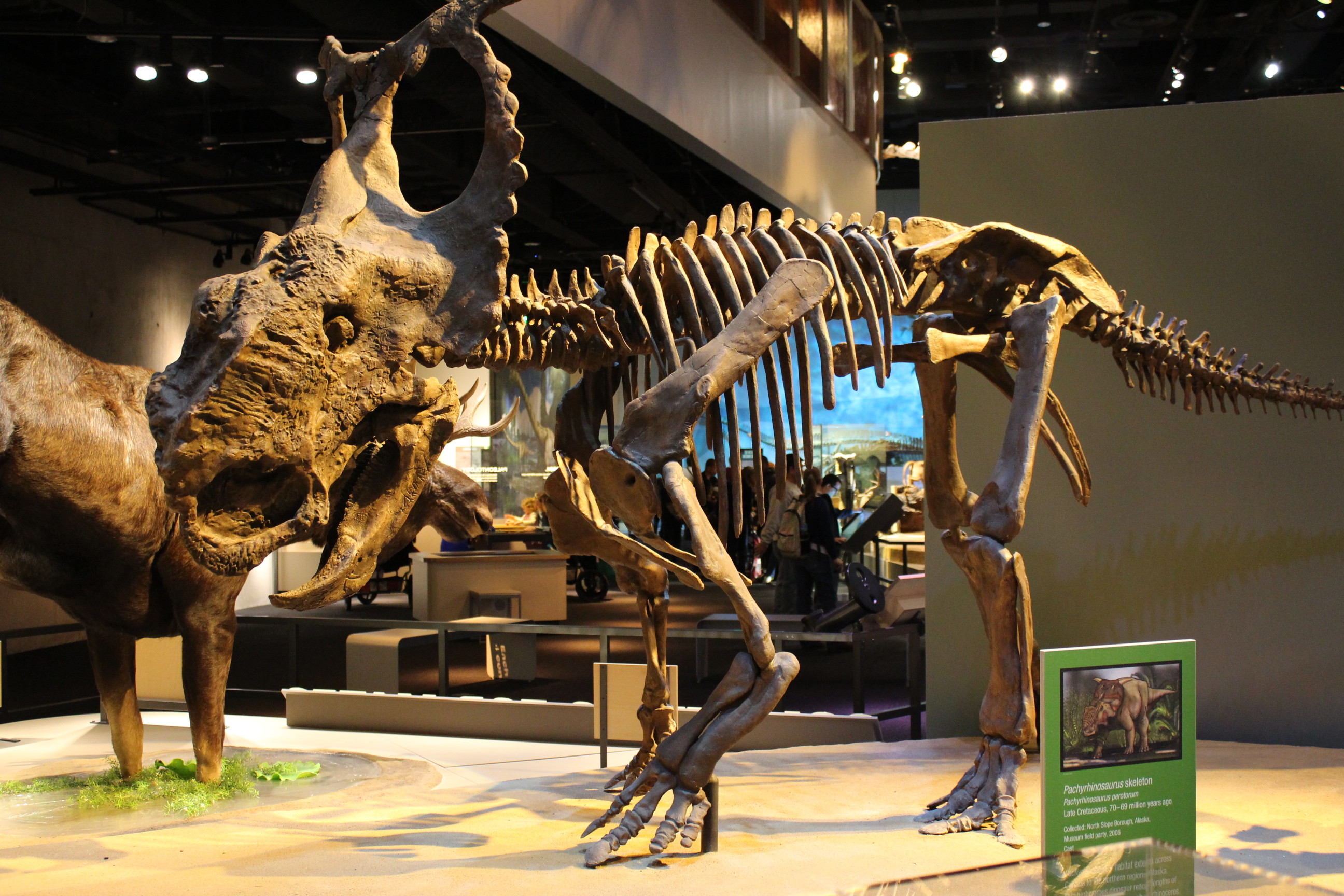
P. perototumの全身骨格。
米国テキサス州ダラス市の
佩洛特自然科学博物館の展示品。

全長5 - 7メートル。大型の角竜の中でアケロウサウルスとともに角を持たないとされる。代わりに頭骨前面は厚くなっており、また凹凸が激しい。セントロサウルスやスティラコサウルスと似たような大きさであるにもかかわらず、なぜパキリノサウルスだけ角がないのか、理由ははっきりしていない。説としては縄張り争いやメスをめぐる戦いの際に相手を殺傷させないよう子孫を多く残すという物がある。しかし、現生の角を備えた哺乳類やカブトムシ類が同種のオス同士で戦った際に、殺傷するケースが確認されていない為、この説には反対意見が多い。
鼻面のこぶには血管が走る為の溝があるが、フィリップ・カリーらは、その器官は丁度爪のように、ケラチン質の付着部分としての役割をもっており、生体では巨大で頑丈で軽いモノコック状の角、あるいは複数の小さな角が生えていたと主張している。